# Železniční trať Tel Aviv – Aškelon

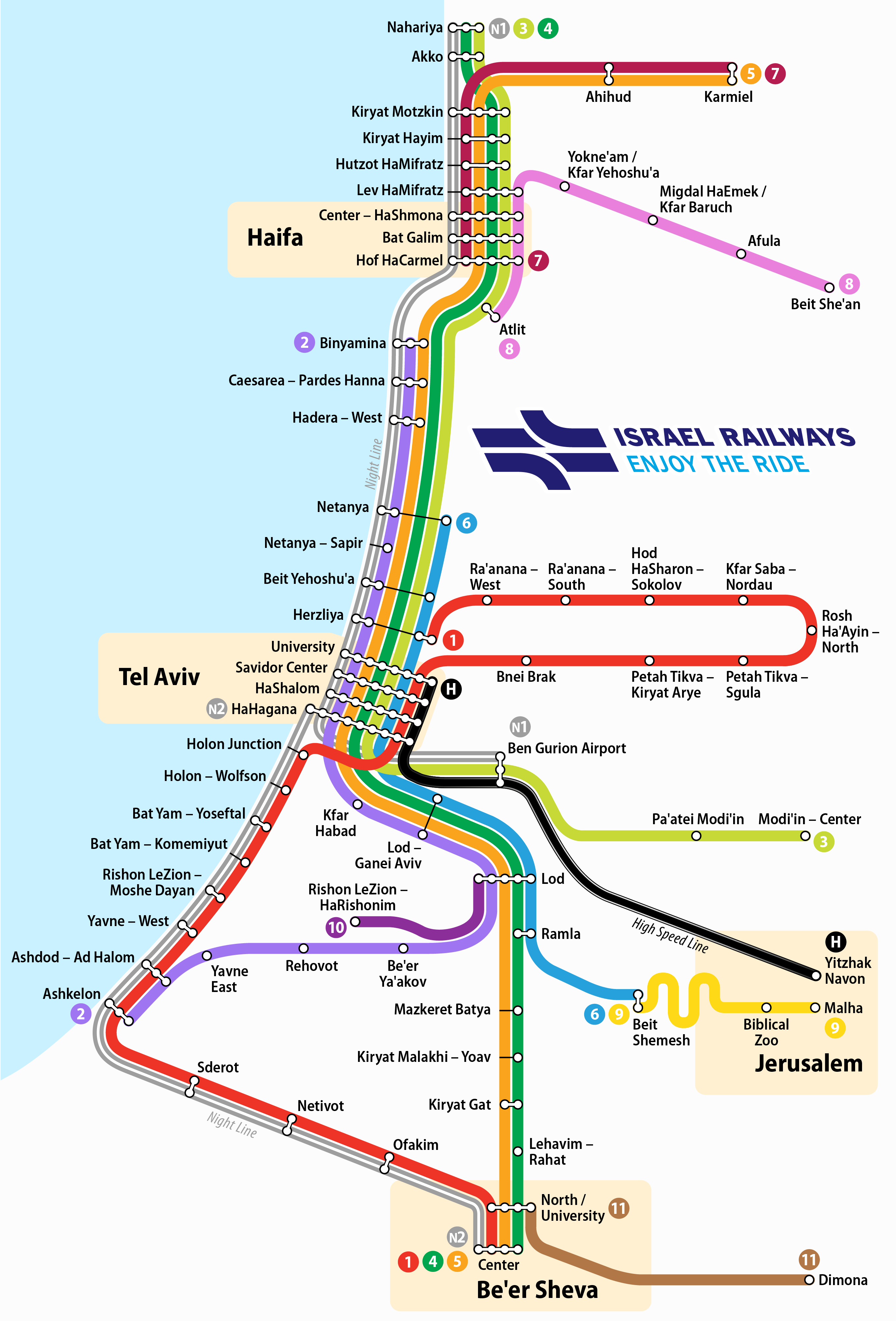
Schéma linkového vedení izraelských drah roku 2018, trať Tel Aviv – Aškelon tvoří dolní část fialové linie.

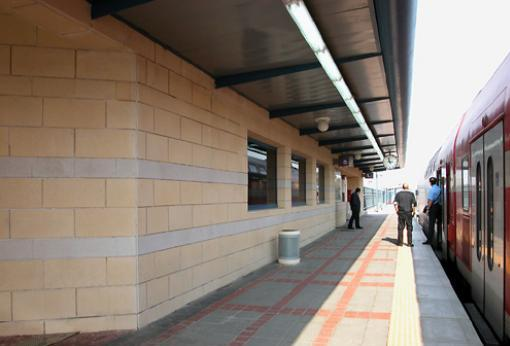
Železniční stanice Ašdod Ad Halom

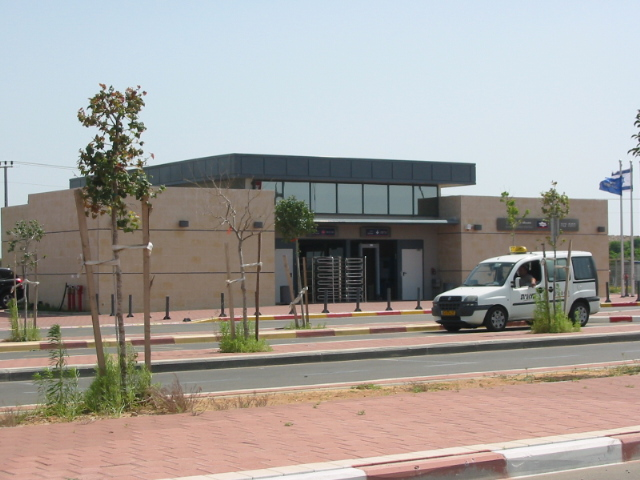
železniční stanice Javne

Železniční trať Tel Aviv – Aškelon nebo jen železniční trať do Aškelonu (hebrejsky מסילת הרכבת לאשקלון, mesilat ha-rakevet le-Aškelon, též železniční trať Lod – Aškelon, מסילת הרכבת לוד - אשקלון, mesilat ha-rakevet Lod-Aškelon) je železniční trať v Izraeli, která vede z Tel Avivu přes město Lod podél jižní části středomořského pobřeží do města Aškelon. Fyzicky i historicky samostatným traťovým úsekem je pouze část mezi Lodem a Aškelonem.

## Dějiny
V roce 1915 za první světové války tehdejší turecká správa Palestiny dokončila narychlo budovanou a vojenskými účely motivovanou železniční trať, která probíhala vnitrozemím Palestiny z města Afula, přes Tulkarm, Lod až do města Beerševa. Ta byla ale za britského mandátu utlumena a pro vlakové spojení s jihem země a do Egypta byla již roku 1919 zprovozněna trať Haifa-Lod-Káhira vedoucí blíže k pobřeží. Ta se stala základem nynější tratě Tel Aviv-Aškelon. Jednou denně tudy jezdily vlaky do Káhiry a šlo o výraznou mezinárodní tepnu. Vedla zhruba v nynější trase Lod-Aškelon, ovšem plynule pokračovala i do dnešního pásma Gazy. Její severní úsek byl ale z hlediska linkového vedení jiný a místo výchozí stanice v Tel Avivu vyjížděly vlaky z Haify, přičemž využívaly dnes zčásti neexistující takzvanou východní železniční trať přes města Chadera a Tulkarm.
Po vzniku státu Izrael v roce 1948 byla trať přervána na hranicích pásma Gazy kontrolovaného Egyptem a zbylý úsek na území Izraele po delší dobu nesloužil pro osobní přepravu (samozřejmě s výjimkou úseku Tel Aviv-Lod, který je součástí železniční trati Tel Aviv-Jeruzalém). Teprve v roce 1991 byla otevřena železniční stanice Rechovot a osobní vlaky tak začaly vyjíždět na trase Tel Aviv-Rechovot. V roce 1995 následovala železniční stanice Ašdod Ad Halom a roku 2005 dorazily osobní vlaky až do Aškelonu. V roce 2003 byla mezitím zbudována odbočka k severu (fakticky samostatná železniční trať Tel Aviv-Rišon le-Cijon). Dál k jihu za Aškelonem pokračuje kolejové těleso několik kilometrů až k vesnici Mavki'im. Zde z ní k východu odbočuje železniční trať Kirjat Gat-Aškelon, používaná jen jako vlečka pro přepravu nákladů, a zároveň další krátká vlečka k západu, kde vede na pobřeží do areálu elektrárny Rutenberg.
Ve výstavbě byla od roku 2007 i zcela nová železniční trať Aškelon-Beerševa vedená přes města Sderot a Ofakim v délce 63 kilometrů. Ta byla dokončena roku 2015, čímž byla trať Tel Aviv-Aškelon napojena z jihovýchodu na železniční trať Tel Aviv-Beerševa.

## Seznam stanic
V současnosti jsou na železniční trati Tel Aviv-Aškelon následující stanice:
- železniční stanice Tel Aviv Savidor merkaz (společná pro více tratí)
- železniční stanice Tel Aviv ha-Šalom (společná pro více tratí)
- železniční stanice Tel Aviv ha-Hagana (společná pro více tratí)

odbočuje železniční trať Tel Aviv – Bnej Darom
odbočuje železniční trať Tel Aviv-Modi'in
- železniční stanice Kfar Chabad
- železniční stanice Lod Ganej Aviv

připojuje se východní železniční trať
- železniční stanice Lod

odbočuje železniční trať Tel Aviv-Jeruzalém
- železniční stanice Be'er Ja'akov

odbočuje železniční trať Tel Aviv-Rišon le-Cijon
- železniční stanice Rechovot
- železniční stanice Javne
- železniční stanice Ašdod Ad Halom
- železniční stanice Aškelon

odbočuje železniční trať Kirjat Gat-Aškelon
+ plánovaná odbočka železniční tratě Aškelon-Beerševa

### Linkové vedení
V Izraeli neexistuje pevné dělení na jednotlivé železniční tratě (historicky, geograficky a inženýrsky vymezené). Místo toho je zde preferován systém jednotlivých spojů (linek), které často vedou na větší vzdálenosti po několika historicky a geograficky odlišných traťových úsecích.
V rámci linkového vedení Izraelských drah k roku 2018 je trať Tel Aviv – Aškelon obsluhována spojem, který začíná ve městě Binjamina-Giv'at Ada na pomezí centrálního a severního Izraele a vede potom k jihu v trase historické pobřežní železniční trati přes města Chadera, Netanja a Herzlija do Tel Avivu, kde prochází ústřední železniční tepnou (Ajalonská železnice) podél tzv. Ajalonské dálnice. Následně spoj míří do Lodu a odtud přes města v jižní části aglomerace Tel Avivu do Aškelonu.
- železniční stanice Binjamina
- železniční stanice Kejsarija-Pardes Chana
- železniční stanice Chadera Ma'arav
- železniční stanice Netanja
- železniční stanice Bejt Jehošua
- železniční stanice Herzlija
- železniční stanice Telavivská univerzita
- železniční stanice Tel Aviv Savidor merkaz
- železniční stanice Tel Aviv ha-Šalom
- železniční stanice Tel Aviv ha-Hagana
- železniční stanice Kfar Chabad
- železniční stanice Lod Ganej Aviv
- železniční stanice Lod
- železniční stanice Rechovot
- železniční stanice Javne
- železniční stanice Ašdod Ad Halom
- železniční stanice Aškelon